# Genoa Cricket and Football Club 1900
Questa voce raccoglie le informazioni riguardanti il Genoa Cricket and Football Club nelle competizioni ufficiali della stagione 1900.

## Stagione
Lasciano il calcio giocato Norman Victor Leaver, autore della rete decisiva nella finale scudetto del 1898, Étienne Deteindre e Arkless che vengono sostituiti dagli italiani Aristide Parodi e Paolo Rossi, dallo svizzero Henman e dal presidente del club George Fawcus, che in questa stagione rivestirà l'insolito ruolo di presidente-calciatore.
Nel suo cammino in campionato, il Genoa incontra il Sampierdarenese nell'eliminatoria regionale (match riportato dal giornale genovese Il Caffaro come valido per il Campionato Ligure di Football): il passaggio del turno avrebbe consentito alla squadra vincitrice di accedere alla finale del campionato italiano. L'incontro termina con l'affermazione dei genoani per 7-0, facilitati anche dall'infortunio occorso al sampierdarenese Ferdinando Arnier che lasciò i suoi in inferiorità numerica per buona parte della partita.
Passata l'eliminatoria, il Genoa otterrà il suo terzo successo consecutivo nel campionato di calcio italiano, sconfiggendo nella finale scudetto di Torino per 3-1 il Torinese, aggiudicandosi in maniera definitiva la Coppa Duca degli Abruzzi.

## Divise
La maglia utilizzata per gli incontri di campionato era biancoblu a strisce verticali.
| Manica sinistra · Manica sinistra · Maglietta · Maglietta · Manica destra · Manica destra · Pantaloncini · Calzettoni |

## Organigramma societario
Area direttiva
- Presidente: George Fawcus

Area tecnica
- Allenatore: James Spensley

## Rosa
| N. |                        | Ruolo | Calciatore          |
| -- | ---------------------- | ----- | ------------------- |
|    | Italia (bandiera)      | P     | Aristide Parodi     |
|    | Inghilterra (bandiera) | P     | James Spensley      |
|    | Inghilterra (bandiera) | D     | George Blake        |
|    | Italia (bandiera)      | D     | Ernesto De Galleani |
|    | Italia (bandiera)      | D     | Fausto Ghigliotti   |
|    | Galles (bandiera)      | D     | Howard Passadoro    |
|    | Italia (bandiera)      | D     | Edoardo Pasteur     |
|    | Italia (bandiera)      | D     | Paolo Rossi         |

| N. |                        | Ruolo | Calciatore          |
| -- | ---------------------- | ----- | ------------------- |
|    | Svizzera (bandiera)    | C     | Henman              |
|    | Inghilterra (bandiera) | A     | Joseph William Agar |
|    | Italia (bandiera)      | A     | Giovanni Bocciardo  |
|    | Svizzera (bandiera)    | A     | Henri Dapples       |
|    | Inghilterra (bandiera) | A     | George Fawcus       |
|    | Italia (bandiera)      | A     | Enrico Pasteur      |
|    | Italia (bandiera)      | A     | Enrico Rossi        |
|    | Italia (bandiera)      |       | Strina              |

## Calciomercato
| Acquisti | Acquisti | Acquisti | Acquisti |
| R.       | Nome     | da       | Modalità |
| -------- | -------- | -------- | -------- |

| Cessioni | Cessioni             | Cessioni | Cessioni      |
| R.       | Nome                 | a        | Modalità      |
| -------- | -------------------- | -------- | ------------- |
| C        | Arkless              |          | fine carriera |
| A        | Étienne Deteindre    |          | fine carriera |
| A        | Norman Victor Leaver |          | fine carriera |

## Risultati

### Campionato Italiano di Football

#### Eliminatoria ligure
| Arbitro: | Leaver (Genova) |

|   |           |  |
| ? | Marcatori |  |

#### Finale
| Arbitro: | Allison (Milano) |

|   |           |                       |
| ? | Marcatori | Henman Agar Bocciardo |

## Statistiche

### Statistiche di squadra
| Competizione                    | Punti | In casa | In casa | In casa | In casa | In casa | In casa | In trasferta | In trasferta | In trasferta | In trasferta | In trasferta | In trasferta | Totale | Totale | Totale | Totale | Totale | Totale | DR |
| Competizione                    | Punti | G       | V       | N       | P       | Gf      | Gs      | G            | V            | N            | P            | Gf           | Gs           | G      | V      | N      | P      | Gf     | Gs     | DR |
| ------------------------------- | ----- | ------- | ------- | ------- | ------- | ------- | ------- | ------------ | ------------ | ------------ | ------------ | ------------ | ------------ | ------ | ------ | ------ | ------ | ------ | ------ | -- |
| Campionato Italiano di Football | 4     | 1       | 1       | 0       | 0       | 7       | 0       | 1            | 1            | 0            | 0            | 3            | 1            | 2      | 2      | 0      | 0      | 10     | 1      | +9 |

### Statistiche dei giocatori
| Giocatore      | Campionato Italiano di Football | Campionato Italiano di Football |
| Giocatore      | Presenze                        | Reti                            |
| -------------- | ------------------------------- | ------------------------------- |
| J. W. Agar     | 2                               | 1                               |
| G. Blake       | 0                               | 0                               |
| G. Bocciardo   | 2                               | 1                               |
| H. Dapples     | 2                               | 0                               |
| E. De Galleani | 2                               | 0                               |
| G. Fawcus      | 2                               | 0                               |
| F. Ghigliotti  | 2                               | 0                               |
| Henman         | 2                               | 1                               |
| A. Parodi      | 1                               | 0                               |
| H. Passadoro   | 2                               | 0                               |
| E. Pasteur I   | 2                               | 0                               |
| E. Pasteur II  | 0                               | 0                               |
| P. Rossi       | 2                               | 0                               |
| J. Spensley    | 1                               | -1                              |